# Mission Gablenz

Karte des Deutschen Bundes, mit Österreich in Orange und Preußen in Blau

Als Mission Gablenz (oder: Gablenz-Plan) bezeichnet man in der Geschichtswissenschaft einen Vermittlungsversuch zwischen Österreich und Preußen im April und Mai des Jahres 1866. Anton von Gablenz war ein ehemaliger sächsischer Kammerherr und preußischer Landtagsabgeordneter sowie Bruder von General Ludwig von Gablenz, dem österreichischen Statthalter in Holstein. Er hatte mehrmals Berlin und Wien besucht und dabei seine Vorschläge angepasst.
Die Mission scheiterte am fehlenden Interesse Österreichs, mit Preußen gemeinsam die Verhältnisse in Deutschland neu zu regeln. Umgekehrt verlor auch Preußen das Vertrauen in die Möglichkeit einer Zusammenarbeit. Zur Zeit der Verhandlungen hatten beide Seiten ihre Truppen bereits mobilisiert. Im Juni 1866 kam es zum vollständigen Bruch zwischen den beiden deutschen Großmächten und anschließend zum Deutschen Krieg.

## Vorschläge
Die beiden Hauptstreitpunkte zwischen Österreich und Preußen waren die Verhältnisse in Schleswig und Holstein sowie eine Reform des Deutschen Bundes. Nach dem Deutsch-Dänischen Krieg 1864 hatte Dänemark die Herzogtümer Schleswig, Holstein und Lauenburg (in Deutschland zum Teil als „Elbherzogtümer“ bezeichnet) an Österreich und Preußen gemeinsam abgetreten; Preußen hatte aber Interesse daran, beide zu annektieren. Im Deutschen Bund wollte Preußen mit Österreich gleichberechtigt an der Spitze stehen, beispielsweise durch eine Teilung des Bundesgebiets in Einfluss-Sphären.

Die Herzogtümer Schleswig, Holstein und Lauenburg. Vor dem Deutsch-Dänischen Krieg unterstanden die Herzogtümer in Personalunion dem dänischen König (Dänischer Gesamtstaat), wobei Schleswig staatsrechtlich ein Lehen Dänemarks sowie Holstein und Lauenburg Gliedstaaten des Deutschen Bundes gewesen waren. Nach dem Krieg wurden sie von Österreich und Preußen gemeinsam verwaltet, ab 1865 regierte Preußen in Schleswig und Österreich in Holstein. Im Jahr 1866, nach dem Deutschen Krieg, musste Österreich auf seine Rechte verzichtent. Lauenburg erhielt schon 1865 den preußischen König zum Herzog und wurde 1876 Teil der preußischen Provinz Schleswig-Holstein.

Die Vorschläge von Gablenz entsprachen großteils den preußischen Vorstellungen. Schleswig-Holstein sollte ein eigenständiger Mitgliedsstaat im Deutschen Bund werden. Ein preußischer Prinz würde Herzog werden. Der neue Mitgliedstaat dürfe anschließend eine Militärkonvention mit Preußen abschließen. Österreich würde 20 Millionen Taler für seine Kriegskosten im Jahr 1864 erhalten und weitere 5 Millionen für den Kieler Kriegshafen. Die Bundeskriegsverfassung sollte so geändert werden, dass Preußen in Norddeutschland und Österreich in Süddeutschland den Oberbefehl über das Bundesheer erhielt, einschließlich der Truppen von Preußisch-Hohenzollern.
Der preußische Ministerpräsident Otto von Bismarck übernahm Gablenz’ Vorschläge am 4. Mai 1866 als Gesprächsgrundlage. Er verlangte aber, dass Österreich sich wegen seiner Besitzansprüche in Schleswig-Holstein nicht an den Bundestag wendet. Am 25. Mai sah Bismarcks Angebot an Österreich so aus: Frankreichs Kaiser Napoleon III. hatte einen europäischen Vermittlungskongress vorgeschlagen. Österreich solle darauf eingehen, aber mit Preußen ein Geheimabkommen abschließen. Wenn dann Napoleon auf dem Kongress fordert, dass Österreich Venetien an Italien abtreten solle, würde Österreich den Kongress verlassen. Dann könnten Österreich und Preußen gemeinsam Deutschland neuordnen, auch gegen den Willen Frankreichs oder der deutschen Mittelstaaten (wie Bayern, Hannover u. a.). Drei Tage später lehnte der österreichische Kaiser diesen Plan jedoch ab.
Österreich verlangte im Gegenzug, dass Preußen Österreich im Kriegsfall gegen Italien unterstützen würde. Es war auch gegen einen preußischen Gegenvorschlag, dass der preußische König dauerhaft Bundesfeldherr des Bundesheeres werden sollte. Das hätte das Ansehen Österreichs bei den Mittelstaaten noch mehr geschmälert.

## Bewertung
Bismarck äußerte später sein Bedauern über das Scheitern der Gablenzschen Mission, da aufgrund der Vorschläge der Deutsche Krieg hätte vermieden werden können. Allerdings, so urteilt Andreas Kaernbach, hätte Bismarck mit so einer radikalen Wende die Zusammenarbeit mit Frankreich und Italien unmöglich gemacht. Sinnvoll war dies nur, wenn Österreich die preußischen Vorschläge zur Neugestaltung Deutschlands weitestgehend akzeptiert hätte.
Bismarcks Vorschlag war weniger ein ausgereifter Plan als der letzte Versuch, Verhandlungen mit Österreich zu ermöglichen. Österreich hingegen, zumindest der Kaiser, wollte zwar keinen Krieg, bemühte sich aber (anders als Bismarck) nicht um weitere Verhandlungsmöglichkeiten. Es lehnte auch Napoleons Idee eines europäischen Kongresses ab, weil es an Vermittlungen nicht interessiert war. Kaernbach vermutet, dass man in Wien irrigerweise davon ausging, dass in Berlin politische Unruhe herrsche und Bismarcks Sturz bevorstehe.